# 马林·蓬格拉契奇
马林·蓬格拉契奇（發音：[mâriːn pǒnɡratʃitɕ]；1997年9月11日—），克罗地亚足球运动员，司职中后卫、右后卫及防守型中场，效力于意甲俱乐部佛罗伦萨和克羅地亞國家足球隊。

## 俱乐部生涯

### 1860慕尼黑
蓬格拉契奇的足球生涯在拜仁慕尼黑青年队起步，2013年以16岁的年龄转到因戈尔施塔特，在因戈尔施塔特的U17队和U19队踢了38场比赛，直至2016年来到1860慕尼黑，走上职业足球的道路。在慕尼黑预备队找到自己的位置后，蓬格拉契奇于2017年4月16日献上个人在德乙首秀，帮助球队1比1战平桑德豪森。整个赛季，蓬格拉契奇为慕尼黑出战六场比赛，包括对阵雷根斯堡的保级附加赛，其中附加赛在第80分钟红牌被罚下场，双方1比1战平。

### 萨尔茨堡红牛
2017年夏季，蓬格拉契奇加盟奥超俱乐部薩爾斯堡紅牛，合同期四年。当年7月22日，蓬格拉契奇献上个人在萨尔茨堡红牛的首秀，助球队2比0击败沃爾夫斯貝格。然而由于外展肌受伤，他缺席了俱乐部的13场比赛。11月5日，他在对阵聖珀爾滕的比赛中回归。11月23日，首次参加欧洲足联欧洲联赛，帮助球队3比0战胜维多利亚。之后伴随萨尔茨堡红牛整个欧洲联赛征程，引领球队进军半决赛，结果2比3输给了马赛。最终萨尔茨堡红牛拿下2017年至2018年奧地利足球超級聯賽冠军。
2018年8月29日，萨尔茨堡红牛对阵贝尔格莱德红星的欧冠联赛附加赛，蓬格拉契奇对米兰·帕夫科夫犯规染红，最终双方2比2平局，红星因客场进球较多出线。赛后红星队长武亚丁·萨维奇称蓬格拉契奇的犯规给他们送大礼，认为蓬格拉契奇整场比赛都在挑衅他们。2019年2月21日，欧洲联赛32强，萨尔茨堡红牛对阵皇家布魯日，蓬格拉契奇助攻帕特森·达卡拿下全场第二枚进球，帮助球队4比0战胜对手。在萨尔茨堡红牛的第二个赛季，蓬格拉契奇带领球队拿下联赛二连冠。
2019至20赛季上半程，蓬格拉契奇饱受伤病困扰，只参加了七场比赛。11月5日，他首次参加欧冠联赛，帮助球队1比1战平那不勒斯。

### 沃尔夫斯堡
2020年1月15日，仍在伤病缺阵状态的蓬格拉契奇加盟沃尔夫斯堡，合同期四年半，薪酬据报高达1000万欧元。2月8日，蓬格拉契奇在沃尔夫斯堡参加第二场比赛，对阵福尔图娜杜塞尔多夫，期间肘击艾法度·摩拉利斯而红牌下场，双方1比1战平。5月26日，蓬格拉契奇在对阵利華古遜的比赛中梅开二度，助球队4比1战胜对手。
2020至21赛季伊始，蓬格拉契奇因傳染性單核白血球增多症确诊，至11月8日在对阵賀芬咸1899的伤停补时阶段替补薩維爾·施拉格爾上场，沃尔夫斯堡2比1拿下胜利。然而在11月18日，蓬格拉契奇感染COVID-19。

#### 多特蒙德
2021年8月31日，蓬格拉契奇宣布在2021至22赛季租借到多特蒙德。

### 莱切
2022年8月22日，蓬格拉契奇被租借到萊切，附加买断条款。
2023年6月30日，莱切动用买断权，正式签下蓬格拉契奇，合同期限两年，期满可延长一年。

## 国家队生涯
2014年，蓬格拉契奇获克罗地亚U17征召集训。之后，蓬格拉契奇在克罗地亚U21参加了对阵摩爾多瓦、奧地利和法國三场友谊赛。后来由于受伤，蓬格拉契奇落选克罗地亚参加2019年歐洲U-21足球錦標賽的最终名单。
2020年8月17日，蓬格拉契奇入选克羅地亞参加2020–21年歐洲國家聯賽A的名单，将在同年9月份对阵葡萄牙和法國。然而10天后，他又因为傳染性單核白血球增多症复发退出，由米莱·什科里奇换上。11月4日，再次获国家队征召，参加同月对阵土耳其、瑞典和葡萄牙的友谊赛。11月11日，他在对阵土耳其的友谊赛中首发献上国家队处子秀，帮助球队3比3战平对手。
2021年5月17日，蓬格拉契奇入选克罗地亚参加2020年歐洲足球錦標賽的34人初选名单，但落选26人最终名单。2022年10月31日，他再入选参加2022年國際足協世界盃的34人初选名单，但最后落选26人最终名单。

## 个人生活
蓬格拉契奇生于德国兰茨胡特，父母在克羅埃西亞獨立戰爭从克罗地亚斯拉沃尼亞布羅德逃到那里。
蓬格拉契奇视高列巴尼和范戴克为足球偶像，也是萨格勒布迪纳摩的球迷。

## 生涯统计

### 俱乐部
最後更新：2024年5月26日
| 俱乐部           | 赛季     | 联赛     | 联赛 | 联赛 | 杯赛 | 杯赛 | 欧战 | 欧战 | 其他 | 其他 | 总计 | 总计 |
| 俱乐部           | 赛季     | 组别     | 出场 | 进球 | 出场 | 进球 | 出场 | 进球 | 出场 | 进球 | 出场 | 进球 |
| ---------------- | -------- | -------- | ---- | ---- | ---- | ---- | ---- | ---- | ---- | ---- | ---- | ---- |
| 1860慕尼黑II     | 2016–17  | 巴伐利亚 | 17   | 1    | —    | —    | —    | —    | —    | —    | 17   | 1    |
| 1860慕尼黑       | 2016–17  | 德乙     | 6    | 0    | —    | —    | —    | —    | 1    | 0    | 7    | 0    |
| 薩爾斯堡紅牛     | 2017–18  | 奥超     | 16   | 0    | 3    | 0    | 4    | 0    | —    | —    | 23   | 0    |
| 薩爾斯堡紅牛     | 2018–19  | 奥超     | 14   | 0    | 2    | 0    | 10   | 0    | —    | —    | 26   | 0    |
| 薩爾斯堡紅牛     | 2019–20  | 奥超     | 5    | 0    | 1    | 0    | 1    | 0    | —    | —    | 7    | 0    |
| 薩爾斯堡紅牛     | 总计     | 总计     | 35   | 0    | 6    | 0    | 15   | 0    | —    | —    | 56   | 0    |
| 沃尔夫斯堡       | 2019–20  | 德甲     | 11   | 2    | —    | —    | 1    | 0    | —    | —    | 12   | 2    |
| 沃尔夫斯堡       | 2020–21  | 德甲     | 10   | 0    | 1    | 0    | —    | —    | —    | —    | 11   | 0    |
| 沃尔夫斯堡       | 总计     | 总计     | 21   | 2    | 1    | 0    | 1    | 0    | —    | —    | 23   | 2    |
| 多特蒙德（租借） | 2021–22  | 德甲     | 17   | 0    | 1    | 0    | 5    | 0    | —    | —    | 23   | 0    |
| 萊切（租借）     | 2022–23  | 意甲     | 9    | 0    | 0    | 0    | —    | —    | —    | —    | 9    | 0    |
| 萊切             | 2023–24  | 意甲     | 36   | 0    | 2    | 0    | —    | —    | —    | —    | 38   | 0    |
| 萊切             | 总计     | 总计     | 45   | 0    | 2    | 0    | —    | —    | —    | —    | 47   | 0    |
| 生涯总计         | 生涯总计 | 生涯总计 | 141  | 3    | 10   | 0    | 21   | 0    | 1    | 0    | 173  | 3    |

注释
1. ↑  奧地利盃、德国足协杯和意大利盃
2. ↑  德乙保级附加赛
3. 1 2  欧足联欧洲联赛
4. ↑  欧洲冠军联赛四场、欧洲足联欧洲联赛六场
5. 1 2  欧洲冠军联赛

### 国家队
最後更新：2024年6月24日
| 国家队   | 年份 | 出场 | 进球 |
| -------- | ---- | ---- | ---- |
| 克羅地亞 | 2020 | 2    | 0    |
| 克羅地亞 | 2022 | 3    | 0    |
| 克羅地亞 | 2024 | 5    | 0    |
| 总计     | 总计 | 10   | 0    |

## 荣誉
萨尔斯堡红牛
- 奥地利足球超级联赛冠军：2017–18、2018–19
- 奧地利盃冠军：2018–19（英语：2018–19 Austrian Cup）